# Хадровци (Котор Варош)
Хадровци су насељено мјесто у Босни и Херцеговини у општини Котор Варош, ентитет Република Српска. Према попису становништва из 1991. у насељу је живјело 613 становника.

## Становништво
Према попису становништва из 1991. године, мјесто је имало 613 становника.
| Демографија | Демографија | Демографија |
| Година      | Становника  | Становника  |
| ----------- | ----------- | ----------- |
| 1961.       | 424         |             |
| 1971.       | 497         |             |
| 1981.       | 582         |             |
| 1991.       | 611         |             |